# Нанчо Витларов
Нанчо Витларов (Витларев) е български терорист и революционер, деец на Вътрешната македонска революционна организация.

## Биография
Нанчо Витларов е роден през 1901 година в Щип, тогава в Османската империя. Присъединява се към ВМРО. През 1928 година по нареждане на Иван Михайлов, Витларов заедно с Димитър Джузданов и Димитър Стефанов убиват генерал Александър Протогеров и телохранителя му Атанас Гоцев. За отмъщение е убит на 1 ноември 1930 година от протогеровисти. Погребанието му е съпътствано с манифестация на Щипското земляческо дружество, речи на Йордан Чкатров и Осмаков. За смъртта му михайловистите държат отговорен Трайчо (или Спас) Мариовчето, убит през февруари 1931 година в София заедно с Кольо Будаков от Славе Нечев.